# Шуп, Дэвид
Дэвид Монро Шуп (англ. David Monroe Shoup; 30 декабря 1904 — 13 января 1983) — генерал корпуса морской пехоты США, награждён медалью Почёта за участие во Второй мировой войне, 22-й комендант Корпуса морской пехоты США. После отставки стал одним из наиболее влиятельных критиков Вьетнамской войны.
Родился в штате Индиана в обедневшей семье, по финансовым причинам вступил в ряды вооружённых сил США. В межвоенный период продвигался по служебной лестнице. Дважды был направлен в Китай во время местной гражданской войны. На момент вступления США во Вторую мировую войну служил в Исландии, затем служил штабным офицером на Тихоокеанском театре. Неожиданно был поставлен во главе 2-го полка морской пехоты и возглавил первую высадку на атолле Тарава, за что получил медаль Почёта и орден «За выдающиеся заслуги». Участвовал в кампании на Марианских островах. Позднее стал высокопоставленным офицером в  тыловом обеспечении.
Заработав репутацию жёсткого и напористого лидера, Шуп вошёл в состав высшего руководства Корпуса морской пехоты, отвечая за финансы, снабжение и подготовку новобранцев. Президент США Эйзенхауэр назначил его  на пост коменданта Корпуса. Шуп продолжил служить и в ходе президентства Кеннеди. Он реформировал Корпус, сфокусировав внимание на боевой готовности и финансовой эффективности.
Шуп выступал против военного вмешательства в ходе Карибского кризиса и высадки в заливе Свиней, наиболее сильно он выступал против участия США в конфликте в Южном Вьетнаме. Его противостояние усилилось после выхода в отставку в 1963 году, он был враждебно настроен как к стратегии, используемой в ходе конфликта, так и к чрезмерному влиянию корпораций и военных чинов на внешнюю политику США. Позднее объектами его критики стали военно-промышленный комплекс и распространение милитаризма в американской культуре. Историки рассматривают замечания Шупа против войны как одни из наиболее острых и громких заявлений ветеранов против Вьетнамской войны.

## Ранние годы
Дэвид Монро Шуп родился 30 декабря 1904 года в г. Батл-Граунд, штат Индиана. Сначала его семья проживала на ферме в Эш-Гроув, а в 1916 году переехала в город Ковингтон, где жила на новой ферме . В 12 лет Шуп поступил на продвинутую учебную программу в старших классах. Шуп был отличным учеником и получал высокие оценки по французскому, английскому, физике и истории. Также он участвовал во внеклассных делах, в частности играл в баскетбол, в старших классах был старостой. В 1921 году Шуп окончил школу. Позднее он с юмором отзывался о своём воспитании, как о воспитании «индианского деревенского парня». Друзья отзывались о нём, как об очень общительном человеке. В первый год учёбы он повстречал Золу де Хейвен, которая ему сразу понравилась. Они стали соперничать в учёбе и спорте, затем стали встречаться, а в 1931 году поженились.
После школы Шуп поступил в университет Де-Пау, где вошёл в сотню студентов, получивших стипендию Эдварда Ректора, это полностью освободило его от платежей за учёбу. Шуп специализировался по математике. Он вступил в братство Дельта Ипсилон и получал высокие оценки, лишь случайно не пройдя в общество Фи Бета Каппа. Шуп входил в беговую и стрелковую сборные, в команды по борьбе и американскому футболу. В 1925 году он победил в марафоне Любительского атлетического союза США. Чтобы заработать деньги, он работал официантом, посудомойкой и трудился на цементном заводе. Из-за недостатка средств ему пришлось взять годичный отпуск на младших курсах. Затем он заболел пневмонией в тяжёлой форме, необходимость оплачивать больничные счета ещё сильнее ударила по его бюджету. Чтобы компенсировать расходы на проживание, Шуп поступил на программу подготовки офицеров запаса и позднее воспоминал, что это было единственной причиной, почему он вступил в ряды вооружённых сил. В 1926 году Шуп окончил университет Де-Пау.
С ранних лет Шуп впитал идеи индианских политиков-прогрессивистов, симпатизировал сельским прогрессивистам, выступал против интересов большого бизнеса. Он придерживался антиимпериализма и испытывал скептицизм в отношении внешней политики США, который возник под влиянием его окружения в маленьком городке. Скепсис Шупа сделал его ярым противником необоснованного применения военной силы. Он считал, что войска нельзя использовать ради экономических или империалистических целей и этой точки зрения придерживался в ходе всей своей карьеры.

## Младший офицер
Находясь на конференции общества «Скаббард и Блейд» в Новом Орлеане, Шуп присутствовал на выступлении коменданта корпуса морской пехоты генерала-майора Джона А. Леджена, который предложил вакансии в корпусе морской пехоты интересующимся кандидатам в офицеры. Вскоре после вступления в резерв армии в мае 1926 года в звании второго лейтенанта Шуп подал заявку и получил предложение о службе в морской пехоте. В августе 1926 года он отказался от назначения в армию и отправился из Форт-Нокса в Чикаго, для прохождения экзамена на физическую подготовку. 25 августа 1926 года Шуп прибыл в казармы морской пехоты на военно-морской верфи в штате Филадельфия, где вступил в ряды корпуса в звании второго лейтенанта и начал учёбу в базовой школе офицеров морской пехоты. Шуп подчёркивал, что никогда ранее не думал о военной карьере и решил стать офицером только из-за денежных вопросов. В ходе службы он показывал отличные результаты в атлетике и стрельбе. В начале службы он, кроме повседневных обязанностей, был тренером рекреационных атлетических команд. Он быстро получил репутацию напористого и требовательного лидера, как у своих командиров, так и у подчинённых. Подчинённые вспоминали о его способности поддерживать моральный дух при помощи юмора. Он часто поигрывал сигарой в руке, что стало его характерной чертой на фронте.

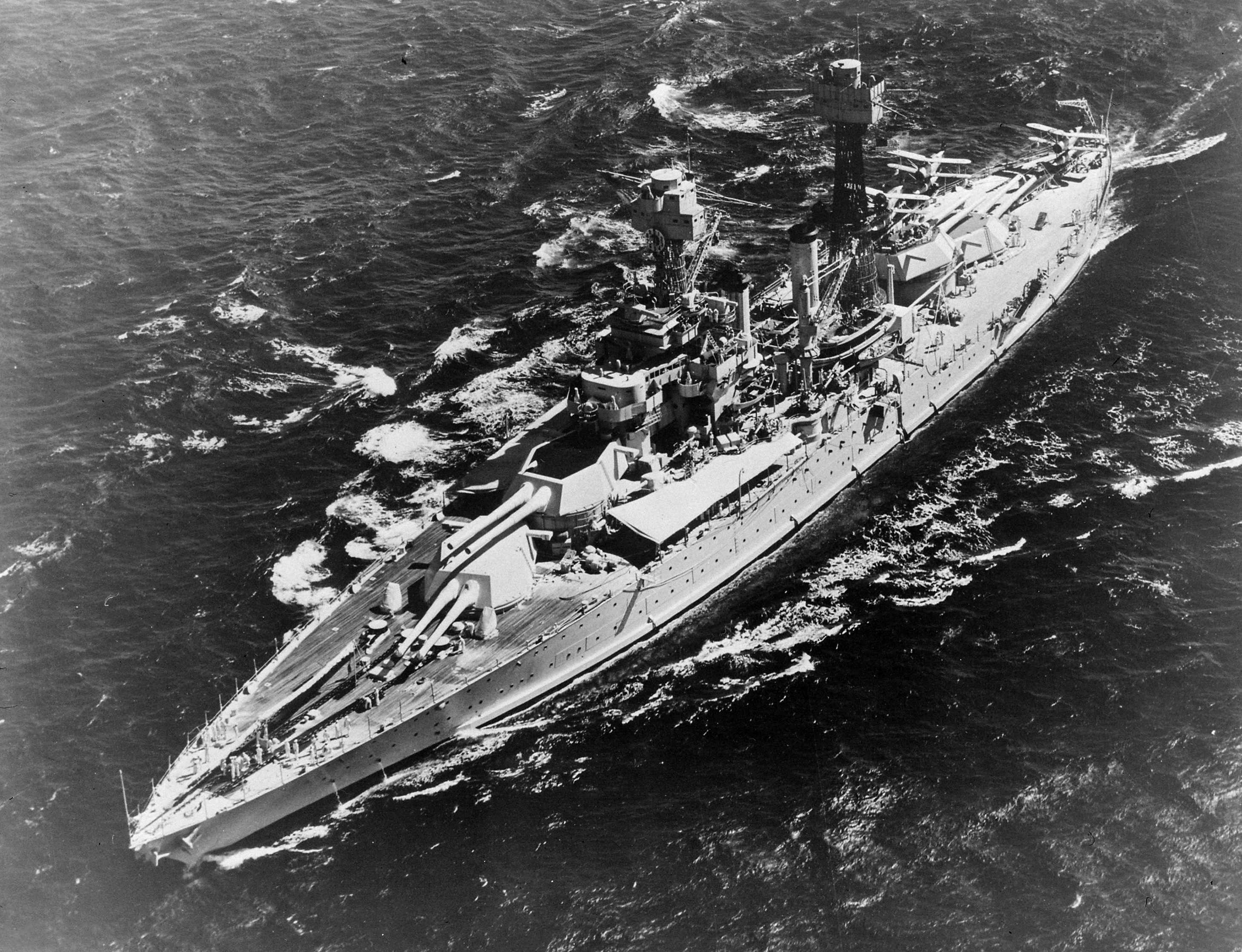
Линкор USS Maryland (BB-46) на котором Шуп прослужил с 1929 по 1931 годы

1 апреля 1927 года Шуп и девять других офицеров были отозваны с учёбы и отправились с морскими пехотинцами в Китай, чтобы защищать американские интересы в нестабильной обстановке китайской гражданской войны. Шуп сел на корабль в Сан-Диего вместе со 2-м батальоном 10-го полка морской пехоты. Его контингент в основном играл оборонительную роль и не участвовал в боях. Несмотря на это, он лично был настроен против миссии, считая, что американцы в Китае эксплуатируют народ. 10 июня контингент высадился в Шанхае с транспорта USS Chaumont. Сначала морские пехотинцы вели береговое патрулирование вокруг американских районов города. 5 июля батальон выдвинулся в Тяньцзинь, где китайские националисты угрожали американским интересам. Там Шуп серьёзно заболел и оставался в госпитале, пока не было объявлено о выводе американских войск. Шуп ненадолго вернулся в Шанхай, где наблюдал за выводом иностранных войск вместе с 4-м полком морской пехоты. Сам Шуп покинул Китай 7 декабря 1928 года.
Шуп вернулся в США и завершил подготовку. Затем он краткое время служил на базах морской пехоты в Куантико, Пенсаколе и Сан-Франциско. С июня 1929 по сентябрь 1931 года он служил в подразделении морской пехоты на борту линкора USS Maryland, где тренировал взводы боксёров и борцов. В этой должности он был отправлен на базу подготовки новобранцев в Сан-Диего. В мае 1932 года он получил приказ отправляться на верфь Паджет-саунд в Бремертоне, где спустя месяц был произведён в звание первого лейтенанта. С июня 1933 по май 1934 года Шуп нёс временную службу в гражданском корпусе охраны окружающей среды в штатах Айдахо и Нью-Джерси, после чего вернулся в Бремертон.
В ноябре 1934 года Шуп вернулся в Китай, где краткое время служил в 4-м полку морской пехоты в Шанхае. Вскоре он получил назначение в охрану американской миссии в Пекине, где тренировал команды в стрельбе из пистолета и винтовки. Им удалось победить в одном большом соревновании. Ему также довелось наблюдать за японскими войсками, и он проникся большим уважением к их дисциплине. В 1936 году Шуп слёг с тяжёлой пневмонией и был эвакуирован из Китая. Следующим его назначением стала военно-морская верфь Пьюджет-саунд. В октябре 1936 года Шуп получил званием капитана. В июле 1937 года он поступил на младший курс школы корпуса в Куантико, который окончил в мае 1938 года. Следующие два года он прослужил инструктором в Куантико. В июне 1940 года он получил назначение в 6-й полк морской пехоты в Сан-Диего. В апреле 1941 года Шуп был произведён в майоры.

## Вторая мировая война

### Служба в штабе

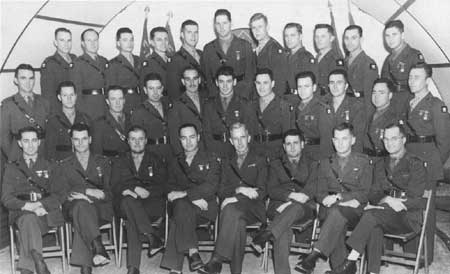
Офицеры Первой временной бригады морской пехоты в Исландии, 1941 год.

Шуп получил назначение в 1-ю временную бригады морской пехоты, которая в мае 1941 года была отправлена в Исландию для поддержки оккупационных сил, чтобы предотвратить угрозу со стороны гитлеровской Германии. Бригада сменила ушедшую британскую 49-ю вест-райдинговскую пехотную дивизию и несколько месяцев несла гарнизонную службу в стране. Во время нападения японцев на Перл-Харбор в декабре 1941 года Шуп нёс службу в штабной роте. За службу в Исландии он удостоился Похвальной медали. В феврале 1942 года он стал командиром 2-го батальона 6-го полка морской пехоты. После вступления США в войну 1-я временная бригада в марте отправилась в Нью-Йорк и была расформирована. Шуп со своим батальоном отправился на базу Кэмп-Карни в Сан-Диего.
В июле 1942 года Шуп был назначен на пост офицера по операциям и подготовке 2-й дивизии морской пехоты и в августе 1942 года был произведён в подполковники. На следующий месяц он отправился с дивизией на борту американского лайнера SS Matsonia в Веллингтон, там он надзирал за подготовкой дивизии. В октябре 1942 года он ненадолго был приписан к 1-й дивизии морской пехоты как наблюдатель в ходе Гуадалканальской кампании, затем к 43-й пехотной дивизии на острове Рендова в ходе кампании на островах Новая Джорджия в июне 1943 года. В ходе последнего назначения Шуп получил ранение в бою и был эвакуирован. Во время этих кампаний он наблюдал за методами высадки морского десанта, что впоследствии пригодилось на войне.

### Тарава

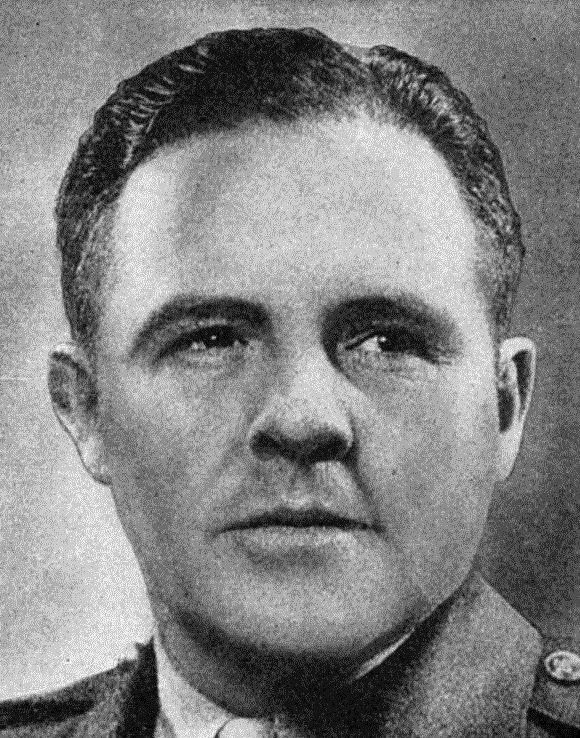
Полковник Дэвид Шуп

В середине 1943 года Шуп был переведён в штаб командующего 2-й дивизии морской пехоты генерал-майора Джулиана Смита и включился в разработку плана высадки в порту Бетио острова Южная Тарава (атолл Тарава). Командование пришло к вводу, что агрессивный стиль лидерства Шупа дополнит наступательную стратегию в ходе захвата атолла. Шупу было поручено составить первоначальные планы, выбрать плацдармы высадки на Бетио для 2-го полка морской пехоты и наблюдать за учениями десанта на острове Эфате (Новые Гебриды). Неожиданно перед высадкой командир 2-го полка морской пехоты полковник Уильям Маршалл выбыл из строя из-за нервного срыва. Генерал Смит произвёл Шупа в полковники и поставил его во главе полка , несмотря на недостаточный боевой опыт Шупа.
Высадка началась 20 ноября 1943 года, сам Шуп высаживался с борта транспорта USS Zeilin, флагмана десантных сил. Его люди встретили сильное сопротивление на берегах. Транспортёр LVT Шупа был подбит огнём с берега, и ему пришлось двигаться дальше пешком. Когда он высадился на берег в 11:00, он был ранен шрапнелью в ноги и пулей в шею. Несмотря на ранения, он собрал морпехов и повёл их на берег. Ему удалось сплотить войска, высадившиеся на берег, и приступить к продвижению вглубь острова, в ожидании контратак японцев. Он постоянно организовывал агрессивные атаки на японцев и в ходе боя был отмечен за храбрость и энергию. На второй день он организовал наступление вглубь острова, несмотря на тяжёлые потери среди американцев. К полудню его силы выиграли сражение, начали прибывать подкрепления. Ночью Шупа сменил полковник Меррит Эдсон, начальник штаба дивизии. Эдсон продолжил командовать 2-м полком морской пехоты в ходе дальнейшей кампании. Шесть лет спустя Шуп выступил в роли самого себя в фильме «Пески Иводзимы» показав свои действия в ходе первой ночи на Тараве, хотя он изначально был приглашён на съёмки фильма в качестве технического советника.
За лидерство, проявленное в ходе штурма и последующего наступления, Шуп удостоился медали Почёта и британского ордена «За выдающиеся заслуги». За роль в планировании вторжения Шуп был награждён орденом «Легион почёта» с боевой литерой «V». Он также был награждён медалью «Пурпурное сердце» за ранения, полученные в ходе кампании. Десять лет спустя Шуп заметил:

«У тех, кто высадился на берег, не было никакого сомнения, каким будет исход битвы. Тем не менее, для некоторых это тянулось шестьдесят семь часов, мы торговались с врагом, какую точно цену нам следует заплатить.»
Оригинальный текст (англ.)
«...there was never a doubt in the minds of those ashore what the final outcome of the battle for Tarawa would be. There was for some seventy-six hours, however, considerable haggling with the enemy over the exact price we would have to pay.»
— 
В 1968 году Шуп вернулся на Тараву, чтобы открыть памятник в честь битвы и американским, и японским войскам, погибшим здесь.

### Последующая служба в военное время
В декабре 1943 года Шуп был назначен начальником штаба 2-й дивизии морской пехоты, которая переоснащалась и тренировалась перед высадкой на Марианских островах, запланированной на июнь. Шуп, как штабной офицер, участвовал в разработке планов сражений за острова Сайпан и Тиниан. Несмотря на службу в штабе дивизии Шуп искал возможность участия в боях. Однажды находясь на наблюдательном посту на Сайпане, Шуп и его коллега офицер Уоллас Грин попали в окружение. Грин позднее вспоминал, как оказавшись на острие японского наступления, Шуп сохранял своё впечатляющее спокойствие. За свою службу в ходе кампании Шуп удостоился ордена «Легион почёта» с литерой «V». В октябре 1944 года, когда кампания на Марианских островах близилась к концу, Шуп вернулся в США. В дальнейшем он служил офицером по снабжению в отделе планирования и политики главного штаба Корпуса морской пехоты в Вашингтоне и оставался на этом посту до конца войны.

## Эра холодной войны

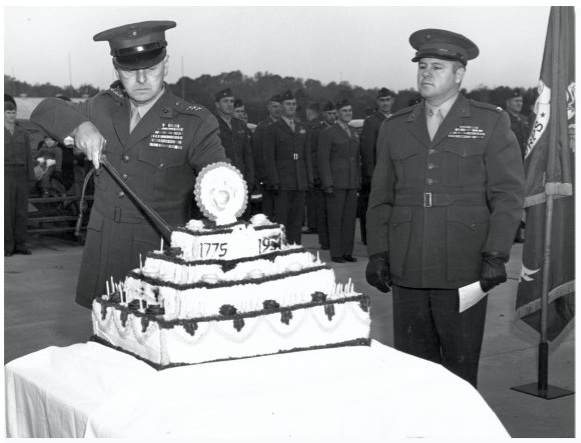
Командир базовой школы Шуп (справа) наблюдает за тем как генерал-лейтенант разрезает торт, испечённый в честь дня рождения корпуса морской пехоты, 1951 год.

В августе 1947 года Шуп был назначен главой сервисной команды десантных сил морской пехоты Тихого океана. В июне 1949 года он возглавил штаб 1-й дивизии морской пехоты на базе Кемп-Пендлтон. В июле 1950 года он был переведён в Куантико, где служил начальником базовой школы.
В апреле 1952 года Шуп стал помощником финансового директора в главном штабе морской пехоты и служил под началом генерала квартирмейстера генерал-майора Уильяма Хилла. Комендант Корпуса генерал Лемюэль Шепард приказал Шупу организовать новое финансовое управление, независимое от Хилла. Несмотря на частые столкновения с Хиллом, Шуп смог выполнить возложенное на него задание. В апреле 1953 года он был произведён в бригадные генералы, а в июле стал финансовым директором корпуса морской пехоты. Он участвовал в слушаниях по вопросам финансовой стратегии в Конгрессе и создал систему программирования, где офицеры разрабатывали программы, а он выкладывал их перед Конгрессом. Идея встретила сопротивление со стороны некоторых лидеров корпуса, которые предпочитали доверить разработку деталей программы Хиллу. На службе в этой должности Шуп в сентябре 1955 года получил следующее звание — генерал-майора.
В мае 1956 года Шуп недолго служил генералом-инспектором подготовки рекрутов. На эту должность его назначил комендант корпуса Рэндольф Пэйт после инцидента на ручье Риббон-Крик, где шестеро рекрутов утонули в ходе учебного марша. Поскольку к расследованию подключились лидеры корпуса, была одобрена рекомендация Шупа не покрывать инцидент. Шуп наблюдал за тщательным пересмотром системы подготовки рекрутов морской пехоты.
С сентября 1956 по май 1957 годы Шуп служил генералом-инспектором Корпуса морской пехоты. В июне он вернулся в Кэмп-Пендлтон, чтобы возглавить 1-ю дивизию морской пехоты. В марте 1958 года он принял пост командующего 3-й дивизией морской пехоты на Окинаве. По возвращении в США в мае 1959 года он служил командиром базы подготовки рекрутов на Пэррис-айленд до октября 1959 года, на этом посту он также занимал должность президента ассоциации 2-ой дивизии морской пехоты.

## Комендант корпуса

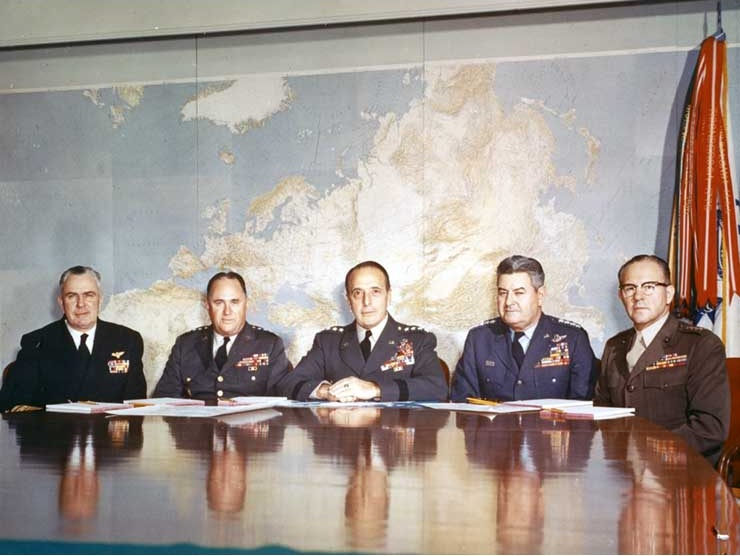
Шуп (крайний справа) и другие члены Объединенного комитета начальников штабов в 1961 г.

Неожиданно Шуп находившийся в звании генерал-майора был выдвинут президентом США Эйзенхауэром на пост коменданта корпуса морской пехоты по приказу министра обороны Томаса Гейтса-младшего. Чтобы подготовить его к занятию этого поста Шупа 2 ноября повысили в звании до генерала-лейтенанта, и на краткое время поставили на пост начальника главного штаба Корпуса морской пехоты. 1 января 1960 года он был произведён в полные генералы и стал 22-м комендантом корпуса. Шуп продолжил службу при администрации президента Джона Кеннеди в 1961—1963 годы и при администрации президента Линдона Джонсона с 1963 года.
В 1959 году министр обороны Гейтс и другие высокопоставленные лица рассматривали Корпус морской пехоты как наполненный внутренними склоками и отчуждённый от других родов войск. Состояние корпуса и подмоченная репутация после инцидента на ручье Риббон-крик привели к решению о необходимости замены коменданта Пэйта. Гейтс рассматривал Шупа как сильного лидера, способного направить Корпус в нужном направлении. Шуп был избран несмотря на то что пять генералов-лейтенантов и четверо генералов-майоров были выше его по рангу. Наиболее вероятным кандидатом на пост коменданта рассматривался генерал-лейтенант Мерилл Твининг, поста коменданта также добивались генералы-майоры Эдвард Поллок и Вернон Меги. Твининг, открыто добивавшийся поста сразу после избрания Шупа ушёл в отставку, по сообщениям в знак протеста как и несколько других офицеров. Шуп сделал упор на боеготовности, подготовке и взаимодействию с другими родами войск, что было неожиданным для политического климата того времени. Он скоро стяжал репутацию крайне требовательного и непримиримого к недостаточному исполнению долга особенно по отношению к генералам и лидерам морской пехоты. Порой он доходил до грубости в своей критике офицеров, которые, по его мнению, неэффективно исполняли свой долг за что некоторые рассматривали его как задиру.
Эйзенхауэр предпочёл кандидатуру Шупа, поскольку опасался, что другие кандидаты потратят слишком много времени на политические дела и полагал, что Шуп сократит влияние военно-промышленного комплекса. Немедленно после назначения Шуп приступил к назначению новых офицеров на ключевые посты, чтобы перестроить руководство корпуса. Шуп и Пэйт разошлись по вопросу некоторых новых назначений, поскольку Шуп сместил многих старших офицеров и вынудил других уйти в отставку. Позднее Шуп написал, что чувствовал, как Объединённый комитет начальников штабов двигался в неправильном направлении. Шуп также стремился сократить политиканство, с которым младшие офицеры добивались карьерного продвижения.

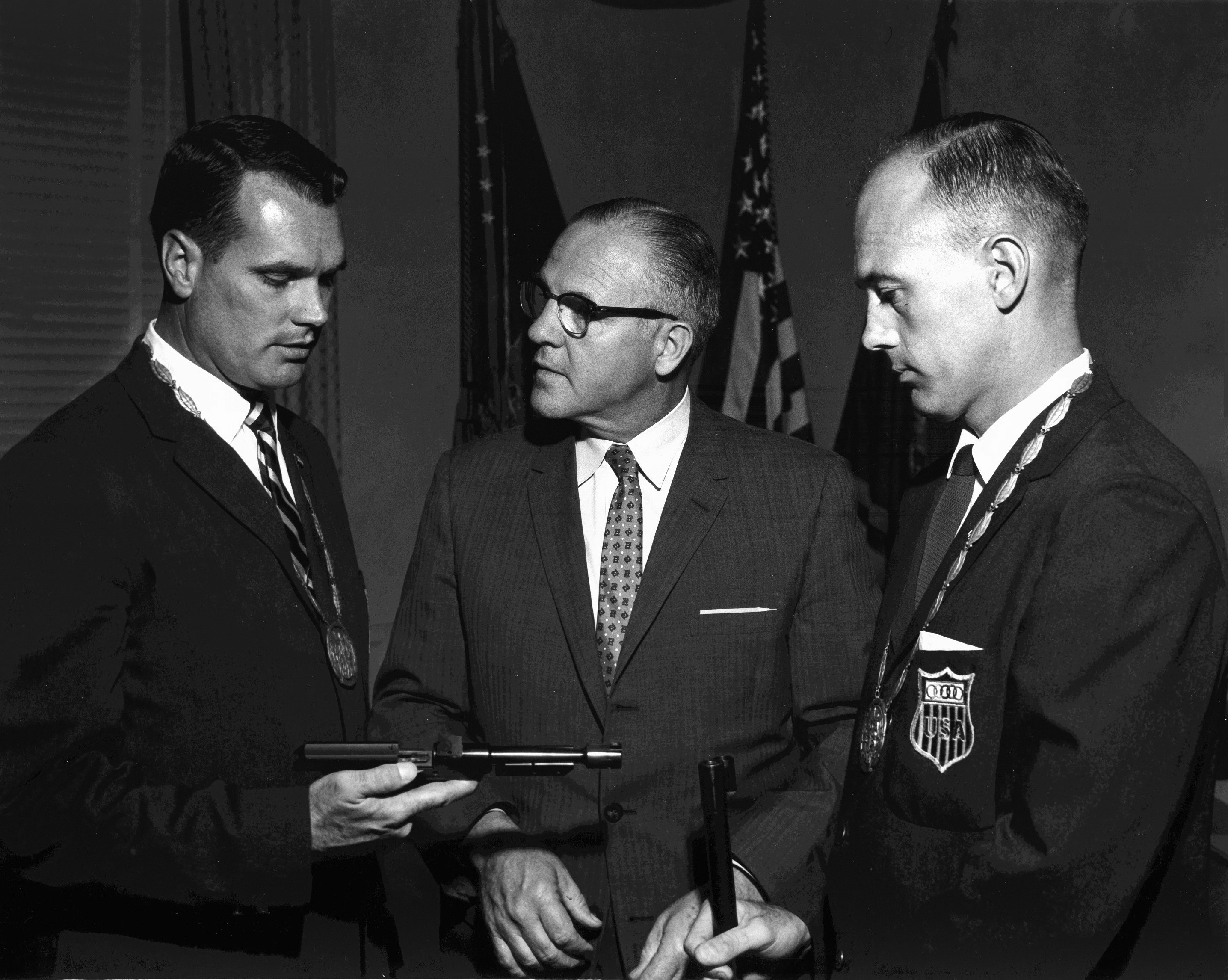
Шуп (в центре) поздравляет морских пехотинцев — выигравших медали летних олимпийских игр 1960 года по спортивной стрельбе: (слева) и (справа).

Во время первого года нахождения Шупа на посту коменданта при администрации Эйзенхауэра доминировал взгляд политики «нового взгляда» на планирование бюджета, согласно которому предпочтение отдавалось ядерному сдерживанию, а не силам обычной войны. Эйзенхауэр сосредоточился на политике сдерживания и не собирался ввязываться в опосредованные войны, такие как Корейская война. В итоге это привело к урезанию расходов и численности Корпуса морской пехоты. Пришедший к власти в 1960 году президент Кеннеди принял новую стратегию «гибкого реагирования» что привело к значительному изменению военной стратегии и возвращению обычных военных сил как средства сдерживания. При администрации Кеннеди возросло участие гражданских в оборонном строительстве. При новом министре обороны Роберте Макнамаре усилилось взаимодействие между родами войск.
Шуп выступал за более бережливый подход к военному бюджету, считая что военная сфера слишком восприимчива к влиянию со стороны крупных корпораций продвигающих дорогие и бесполезные программы. После того как администрация Кеннеди провозгласила больший фокус на конвенционной войне Шуп выступил за увеличение финансирования для улучшения военного снабжения. Ему приписывают разработку совершенно новой системы финансового управления, снабжения и учёта. Шуп также создал новый отдел обработки данных для централизации функций сбора данных нескольких ветвей службы боевой поддержки.
На взгляды Шупа о будущем Холодной войны серьёзно повлияло его воспитание, он часто выступал оппонентом военных действий против Советского союза. Он отказывался проникнуться «ненавистью к коммунистическому движению» (по его определению), показывая, что будет воевать против коммунистов, только если его вынудят к этому обстоятельства, избегая при этом неправомерных убеждений. Когда сенатор Стром Термонд раскритиковал военные власти за то, что те не учат войска против коммунизма Шуп расценил это как вмешательство военные дела. Он обратился к военно-морскому министру Фреду Корту, и дело было замято. Согласно заветам администрации Кеннеди, Шуп ввёл в боевую доктрину противопартизанскую войну. Хотя Шупу не нравилась эта идея он назначил генерала-майора Виктора Крулака советником по контрпартизанской войне.
Шуп выступал оппонентом военных действий против Кубы, предостерегал против любых попыток военного вторжения на Кубу. Первоначально он не был вовлечён и даже не знал о планах высадки в заливе Свиней. ЦРУ обратилось к Шупу с просьбой предоставить им офицера. Шуп пришёл в ярость, когда узнал, что ЦРУ реквизировало запасы морской пехоты без разрешения. В конце концов, он узнал о намерениях ЦРУ, когда полковник Джек Хокинс в ночь перед вторжением попросил его запросить у Кеннеди поддержку с воздуха. После провала операции были выдвинуты обвинения в адрес Объединённого комитета начальников штабов, что Шуп считал несправедливым, поскольку комитет не был осведомлён о планировании операции.
Позднее Шуп выступил против вооружённого вмешательства в качестве ответа в ходе Карибского кризиса, он отмечал как будет трудно осуществить вторжение на Кубу. Несмотря на это он подготовил группу морской пехоты для вторжения на Кубу, если это потребуется. Он и другие члены комитета единогласно выступили за уничтожение ракет сразу же после их обнаружения посредством быстрого авиаудара. Впоследствии Кеннеди обратился за советами к Шупу при оценке последствий договора о запрещении ядерных испытаний. Когда было предложено ограничить его позицию в Объединённом комитете начальников штабов, Шупу удалось завоевать доверие Кеннеди, президент часто приглашал коменданта для частных консультаций. Шуп поддерживал идею запрета испытаний, видя в этом средство сдерживания ядерной войны.
Шуп с самого начала стал ярым противником военного вмешательства в дела на Индокитайском полуострове. В 1961 году, когда Патет Лао угрожали проамериканскому правительству Лаоса, он отвергал призывы к вооружённому вмешательству. В 1962 году только после получения прямого приказа Шуп развернул боевую вертолётную группу в Сайгоне. Он предупреждал против дальнейшего вторжения в Южный Вьетнам, куда приезжал в октябре 1962 года. Он выступал против стратегической программы «Гамлет» и действий по подготовке южновьетнамской армии, против любых планов военных действий во Вьетнаме и затем сказал: «Каждый ответственный военный, насколько мне известно» был против войны. Твёрдая позиция Шупа о неучастии в войне имела большое влияние на Кеннеди, который до своей гибели 22 ноября 1963 года показывал, что желает положить конец американскому участию в Южном Вьетнаме, рассматривая эту войну как внутренний вьетнамский конфликт.
В то время как Эйзенхауэр ценил финансовый опыт Шупа и его аполитичную перспективу, Кеннеди более часто вызывал Шупа. После того как отношения Кеннеди с Объединённым комитетов начальников штабов стали напряжёнными (отчасти из-за Карибского кризиса) он частным образом вызывал Шупа для консультаций. Биограф Шупа Говард Яблон написал, что Шуп был фаворитом Кеннеди. В свою очередь Шуп больше других членов Объединённого комитета поддерживал Кеннеди. Президент просил Шупа остаться на второй срок на посту коменданта в 1963 году, но тот отказался, чтобы позволить продвигаться другим генералам морской пехоты.

## Деятельность после отставки и антивоенный активизм
Выйдя в отставку в декабре 1963 года Шуп устроился на работу в страховой компании. Он не располагал влиянием на новую администрацию. Президент Джонсон хотел пригласить Шупа советником в ходе февральской поездки во Вьетнам, но то ли отказался от идеи то ли получил отказ Шупа. В начале 1966 года Джонсон назначил Шупа в кадровую службу национальной консультационной комиссии. 1 января 1967 года Шуп ушёл оттуда, подав рапорт.
Шупу не удалось повлиять на администрацию Джонсона по вопросу расширения американского участия во Вьетнамской войне. Он всё более настороженно относился к предполагаемому им чрезмерному влиянию ЦРУ и большого бизнеса на внешнюю политику. В 1964 году во время дебатов по поводу Тонкинской резолюции сенатор Уэйн Морс пожелал вызвать Шупа для свидетельства против этой меры, но эта инициатива была заблокирована сенатором Уильямом Фулбрайтом. 14 мая 1966 года Шуп приступил к публичным нападкам на политику выступая с речью перед обществом студентов колледжа Пирса в Вудленд-Хиллз по случаю Всемирного дня дел.

Я полагаю, что если мы будем держать наши грязные, кровавые, пропитанные долларами руки подальше от дел этих народов, настолько подавленного, эксплуатируемого народа то они сами найдут своё решение и если к несчастью их революция будет иметь насильственный характер поскольку «имущие» откажутся делиться с «неимущими» какими бы то ни было мирными методами, по крайней мере пускай они действуют по своему а не по-американски, чего они не желают, а прежде всего они все не хотят, чтобы американцы давили им на горло.
Оригинальный текст (англ.)
«I believe that if we had and would keep our dirty, bloody, dollar-soaked fingers out of the business of these nations so full of depressed, exploited people, they will arrive at a solution of their own—and if unfortunately their revolution must be of the violent type because the "haves" refuse to share with the "have-nots" by any peaceful method, at least what they get will be their own, and not the American style, which they don't want and above all don't want crammed down their throats by Americans..»
— .
Собрание было сравнительно небольшим и сначала получило небольшую огласку, но в феврале 1967 года Шуп предложил речь для сенатора Руперта Вэнса Хартке, который внёс её в Congressional Record (официальный сборник заседаний Конгресса). Речь привлекла внимание и Шуп дал интервью для ABC News где дополнил, что хоть он и не является пацифистом, но полагает, что война «не стоит жизни или даже руки одного американца». Всю свою жизнь он оставался стойким противником американского вмешательства во Вьетнамскую войну.
Хотя другие высокопоставленные офицеры в отставке включая генералов Джеймса Гэвина и Мэтью Риджуэя разделяли точку зрения Шупа именно направленная критика Шупа попадала на передовицы газет, поскольку его замечания выходили за рамки правительства США, бизнеса и военного командования. Он опасался, что конфликт поставит под опасность национальную идентичность американцев и утверждал, что увеличение контингента во Вьетнаме только осложнит сложившуюся здесь стратегическую обстановку. Историк Роберт Буццанко заметил, что голос Шупа был наиболее громким среди бывших военных, критикующих войну.
Шуп утверждал, что среди вьетнамских сил — участников войны были националисты, настроенные против иностранной военной интервенции. Он выступал против многих стратегических мер, направленных на эскалацию конфликта, например воздушных ударов по Северному Вьетнаму, в чём он видел агрессивное средство, вызывающее потери гражданского населения, что могло вовлечь в конфликт КНР или СССР. Также он опасался, что другие американские интересы, включая экономические, страдают из-за участия США в конфликте и что Америка теряет международный престиж.
Его противостояние войне только увеличилось со временем, сначала он выступал за достижение соглашения путём переговоров но потом стал поддерживать вывод войск из Вьетнама в одностороннем порядке. Когда т. н. «вьетнамизация войны» стала набирать обороты и США увеличили масштаб воздушных операций он остался настроенным против любых стратегий, которым сопутствовал риск ядерной войны с Китаем или Советским союзом. Когда война стала всё больше приобретать патовый характер критика Шупа стала привлекать большее внимание прессы, получать большую огласку среди антивоенного движения.
В 1968 году выступая перед Конгрессом США, Шуп повторил многие замечания из своей речи 1966 года и заявил, что его оппозиция войне только увеличилась. В апреле 1969 года вместе с отставным полковником Джеймсом Донованом Шуп распространил свою критику на политику в области национальной безопасности. В статье, опубликованной в журнале «The Atlantic» он обвинил Америку в том, что она становится всё более милитаристской и агрессивной, страна готова «претворять в жизнь военные планы и искать решения военным путём проблем политического беспорядка и потенциальных коммунистических угроз в областях нашего интереса». Он заявил, что антикоммунизм уступил путь новым агрессивным оборонительным мерам в США.
В книге «Милитаризм в США»  (Militarism U.S.A., 1970 год) Шуп и Донован более подробно изложили свои взгляды. Шуп заявил, что страна искала военные решения проблем, которые можно было решить политическими средствами. Он обвинил военных лидеров в пропаганде войны ради их собственного продвижения по карьере и обвинил общество Veterans of Foreign Wars в пропаганде учреждений вооружённых сил. Шуп обвинил американскую образовательную систему в подрыве идей независимости и подчёркивании необходимости послушания.
Шуп присоединился к организации Business Executives Move for Vietnam Peace. В 1971 году Шуп публично выразил поддержку антивоенной группе ветеранов Vietnam Veterans Against the War. «Вьетнамизация войны» сократила активность антивоенного движения и критика Шупа стала утрачивать влияние на общество. Фулбрайт и другие сенаторы убеждали Белый дом прислушаться к его критике, но Шуп в своей масштабной критике американского общества и милитаризма придерживался более крайних позиций, по сравнению с критикой других офицеров, которые просто критиковали военную стратегию.
Антивоенная позиция Шупа вызвала негодование со стороны других офицеров корпуса морской пехоты и вызывала ответную критику, обвинения в том что Шуп повредился умом или действует предательски. Журналист и бывший морпех Роберт Хейнль обрушился на Шупа с резкой критикой в нескольких статьях напечатанных в газете The Detroit News где утверждал что Шуп «прогнил». Генерал Ретвон Томпкинс один из близких друзей Шупа не разговаривал с ним несколько лет. К декабрю 1967 года он потерял расположение администрации Джонсона, за его деятельностью следила ФБР, его патриотизм подвергался сомнению в СМИ.
После 1971 года Шуп снизил свою ораторскую и писательскую активность. После вывода американских войск из Вьетнама в 1973 году он постепенно пропал с глаз публики. На склоне лет он болел и умер от сердечной болезни 13 января 1983 года в г. Александрия. Шупа похоронили на секции 7-А Арлингтонского национального кладбища. Его пережила жена Зола, дочь Кэролайн и сын Роберт и четверо внуков.
Один из мундиров генерала Шупа выставлен на выставке вооружения в артиллерийской роте Ньюпорта.

## Награды и почести
Звание и военная часть: Полковник, Корпус морской пехоты США, командир всех войск морской пехоты на острове Бетио, атолл Тарава и острова Гилберта, с 20 по 22 ноября 1943.
Президент Соединенных Штатов с гордостью вручает
ПОЛКОВНИКУ ДЭВИДУ М. ШУПУ
КОРПУС МОРСКОЙ ПЕХОТЫ США
За службу, описанную в нижеследующей ЗАПИСИ:
За выдающуюся храбрость и отвагу, проявленные с риском для жизни и сверх служебного долга в качестве командующего всеми войсками морской пехоты в действиях против вражеских японских войск на острове Бетио, атолл Тарава, острова Гилберта, с 20 по 22 ноября 1943 года. Несмотря на сильный шок вследствие разорвавшегося вражеского снаряда вскоре после высадки на пирс и получения серьезной, болезненной раны на ноге, которая стала инфицированной, полковник Шуп бесстрашно подвергся  мощному и беспощадному артиллерийскому, пулеметному и ружейному огню с береговых позиций противника. Сплотив свои колеблющиеся войска своим вдохновляющим героизмом, он храбро повел их через окаймляющие рифы, чтобы атаковать хорошо укрепленный остров и укрепить наши  едва удерживаемые позиции, находившиеся в тяжелом положении. По прибытии на берег он принял на себя командование всеми высадившимися десантами и, работая без отдыха под постоянным, испепеляющим огнем противника в течение следующих двух суток, несмотря на бесчисленные препятствия и тяжелые потери, проводил сокрушительные удары по невероятно сильным и фанатично защищаемым японским позициям. Благодаря своему блестящему руководству, смелой тактике и самоотверженной преданности долгу полковник Шуп в значительной степени ответственен за окончательное решительное поражение врага, а его неукротимый боевой дух отражает большую честь Военно-морской службы США.
В 1999 году эсминец DDG-86 класса «А́рли Бёрк» был назван в честь Шупа, кроме того, он удостоился ряда наград.
| Золотая звезда повторного награждения · Золотая звезда повторного награждения | Медаль Почёта                                                   |
| Золотая звезда повторного награждения · Золотая звезда повторного награждения | Медаль «За выдающуюся службу»                                   |
| Золотая звезда повторного награждения · Золотая звезда повторного награждения | Орден «Легион почёта» с одной звездой и литерой V за доблесть   |
| Золотая звезда повторного награждения · Золотая звезда повторного награждения | Похвальная медаль (морская пехота)                              |
| Золотая звезда повторного награждения · Золотая звезда повторного награждения | Пурпурное сердце (медаль) с одной звездой                       |
| Золотая звезда повторного награждения · Золотая звезда повторного награждения | Президентская благодарность подразделению с одной звездой       |
| Золотая звезда повторного награждения · Золотая звезда повторного награждения | Экспедиционная медаль Корпуса морской пехоты                    |
| Золотая звезда повторного награждения · Золотая звезда повторного награждения | Медаль «За службу на Янцзы»                                     |
| Золотая звезда повторного награждения · Золотая звезда повторного награждения | Медаль «За защиту Америки» с пряжкой «База»                     |
| Золотая звезда повторного награждения · Золотая звезда повторного награждения | Медаль «За Американскую кампанию»                               |
| Золотая звезда повторного награждения · Золотая звезда повторного награждения | Медаль «За Европейско-африканско-ближневосточную кампанию»      |
| Золотая звезда повторного награждения · Золотая звезда повторного награждения | Медаль «За Азиатско-тихоокеанскую кампанию» с четырьмя звёздами |
| Золотая звезда повторного награждения · Золотая звезда повторного награждения | Медаль Победы во Второй мировой войне                           |
| Золотая звезда повторного награждения · Золотая звезда повторного награждения | Медаль «За службу национальной обороне» с одной звездой         |
| Золотая звезда повторного награждения · Золотая звезда повторного награждения | Орден «За выдающиеся заслуги» (Великобритания)                  |
|                                                                               | Значок заслуженного снайпера морской пехоты                     |